# Epocilla femoralis
Epocilla femoralis är en spindelart som beskrevs av Simon 1901. Epocilla femoralis ingår i släktet Epocilla och familjen hoppspindlar. Inga underarter finns listade i Catalogue of Life.